# Клішино (Желєзногорський район)
Клішино (рос. Клишино) — присілок в Желєзногорському районі Курської області Російської Федерації.
Населення становить 318 осіб. Входить до складу муніципального утворення Разветьєвська сільрада.

## Історія
Населений пункт розташований на території українського етнічного та культурного краю Східна Слобожанщина.
Від 2004 року входить до складу муніципального утворення Разветьєвська сільрада.

## Населення
| 1862 | 1877 | 1883 | 1897 | 1905 | 1979 | 2002 |
| ---- | ---- | ---- | ---- | ---- | ---- | ---- |
| 766  | ↘677 | ↗744 | ↗931 | ↘572 | ↘375 | ↘319 |
| 2010 |      |      |      |      |      |      |
| ↘318 |      |      |      |      |      |      |